# Scutigera fissiloba
Scutigera fissiloba är en mångfotingart som först beskrevs av Carl Ludwig Koch 1863.  Scutigera fissiloba ingår i släktet Scutigera och familjen spindelfotingar. Inga underarter finns listade i Catalogue of Life.